# Bảy Đại dương
Cụm từ cổ đại "Bảy đại dương"- hoặc "Bảy biển" ("Seven Seas") (cũng như thành ngữ "giương buồm quanh bảy đại dương" ("sail the Seven Seas")) có thể tham chiếu đến hoặc một tập hợp cụ thể của bảy đại dương hoặc được sử dụng như một cách diễn đạt cho tất cả các đại dương trên thế giới nói chung. Tổ chức Thủy đạc quốc tế liệt kê hơn 100 vùng nước được biết đến với tên gọi biển.

## Lưỡng Hà
Thuật ngữ "Bảy Đại dương" xuất hiện sớm nhất vào đầu thế kỷ thứ XXIII trước Công nguyên trong Thánh ca thứ 8 của Enheduanna, vị nữ tư tế của người Sumer dành cho nữ thần Inanna. Người Lưỡng Hà là những người đầu tiên trong lịch sử thiên văn học có những ghi chép về 7 vật thể chuyển dời được quan sát trên những thiên đàng - Bảy Tinh cầu Cổ đại/Bảy Thiên đàng - và họ liên kết những dữ kiện này với Bảy Đại dương của họ.

## Đường tới Trung Nguyên
Vào thế kỷ thứ IX của Công Nguyên, tác giả Ya'qubi viết:

Bất kì kẻ nào muốn tới Trung Quốc phải vượt bảy biển lớn, mỗi biển với màu sắc riêng cùng gió, tôm cá và cơn gió nhẹ (breeze), hoàn toàn không giống đại dương nào cạnh nó. Biển đầu tiên là Biển Ba Tư, nơi thuyền tới khi rời Siraf. Nó kết thúc ở Ra’s al-Jumha; nó là một eo biển, nơi đánh bắt ngọc trai. Biển thứ hai bắt đầu từ Ra’s al-Jumha và có tên Larwi. Nó là một biển lớn, và trong nó có Đảo Waqwaq cùng những đảo khác, thuộc về Zanj. Những đảo này đều có vua cai trị. Người ta chỉ có thể đi trên biển này nhờ các vì sao. Nó có lượng tôm cá dồi dào, và chứa đựng rất nhiều kì quan cùng những thứ vượt qua cả mô tả của con người. Biển thứ ba được gọi là Harkand, và nó nằm cạnh Đảo Sarandib, nơi có những viên đá quý và hồng ngọc. Nơi đây có những hòn đảo với những vị vua cai trị, nhưng có một người đứng trên tất cả. Trên những hòn đảo trong biển này mọc lên những cây tre và mây. Biển thứ tư là Kalah, khá nông và chứa đầy những con rắn khổng lồ. Đôi khi chúng trở nên điên cuồng và đập phá tàu thuyền qua lại. Nơi đây có những hòn đảo đầy những cây long não. Biển thứ năm có tên Salahit, rất rộng lớn và chứa đựng đầy những kì quan. Biển thứ sáu là Kardanj; biển này rất hay có mưa. Biển thứ bảy tên là Biển Sanji, còn được biết với tên Kanjli. Đây là biển của Trung Nguyên; được điều hướng bởi cơn gió phương nam cho đến khi chạm tới một vịnh nước ngọt, có những địa danh và đô thành trấn giữ dọc theo bờ, cho đến khi chạm tới Khanfu (cách người Ả rập gọi Quảng Châu).

Đoạn văn này cho thấy Bảy Đại dương được tham chiếu trong văn học Ả rập thời Trung cổ: Vịnh Ba Tư ("Biển Ba Tư"), Vịnh Khambhat ("Biển Larwi"), Vịnh Bengal ("Biển Harkand"), Eo biển Malacca ("Biển Kalah"), Eo biển Singapore ("Biển Salahit"), Vịnh Thailand ("Biển Kardanj"), và Biển Đông ("Biển Sanji").

## Trong văn hóa La Mã
Không phải mọi cách dùng của người La Mã với từ septem maria (trong tiếng Latin) ngày nay đều có liên quan. Mạng lưới lưu thông ở các cửa sông Po hướng dòng chảy đổ vào những vùng đất ngập mặn ở bờ biển Adriatic và được gọi một cách thông tục là "Bảy Đại dương" trong thời kì La Mã cổ đại. Pliny Già, một tác giả và chỉ huy hải quân, viết về những đầm phá, tách ra từ vùng biển xa đất liền (open sea) bởi những bãi cát:

Tất cả những con sông và kênh mương đầu tiên đã được tạo ra bởi người Etrusca, do đó khởi dòng chảy của con sông trên các vùng đầm lầy của Atriani gọi là Bảy Đại dương, với các bến cảng nổi tiếng của thị trấn Atria của người Etrusca mà trước đây mang tên biển là Atriatic, bây giờ gọi là Adriatic.

Sử sách ở Venice cho biết:

Thành ngữ "giương buồm khắp bảy đại dương" ("to sail the seven seas") là một kỹ xảo khoa trương kiểu cổ điển mang tính biểu thị thuộc lĩnh vực hàng hải. Nó được áp dụng trong cộng đồng người Venice rất lâu trước khi họ bắt đầu nghề đi biển.

## Trong ngôn ngữ và văn học Ả rập thời Trung cổ
Người Ả rập và các nước láng giềng lân cận của họ coi Bảy Đại dương بحار العالم ، سبعة البحار là những vùng biển mà họ gặp trong những chuyến đi về phía Đông. Đó là những tuyến đường thông thương trong thời cổ đại và kể từ thời của Muhammad, những vùng này là những nơi mà đạo Hồi lan rộng và được học tập một cách rộng rãi.
- Vịnh Ba Tư — Biển Ba Tư
- Vịnh Aden — Biển Larwi (Zanj)
- Vịnh Bengal — Biển Harkand
- Eo biển Malacca — Biển Kalah (nằm giữa Sumatra và Malaya)
- Eo biển Singapore — Biển Salahit
- Vịnh Thái Lan — Biển Kardanj
- Biển Đông — Biển Sanji

"Bảy Đại dương của người Ả rập" بحار العالم ، سبعة البحار cũng phải nhắc tới những vùng biển quan trọng khác nằm gần đó, được đi qua bởi những người đi biển Ả rập và Phoenicia:
- Biển Đen
- Biển Caspi
- Biển Ả Rập
- Ấn Độ Dương
- Biển Đỏ
- Địa Trung Hải
- Biển Adriatic

## Trong văn học châu Âu thời Trung cổ: 'Bảy biển' và Bốn Vùng Nước Lớn khác

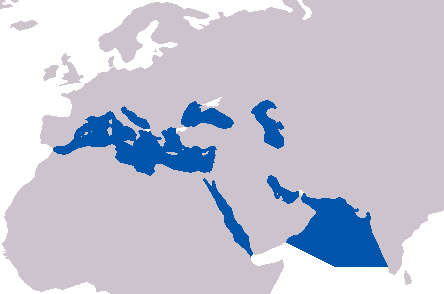
Bảy Đại dương trong văn học châu Âu thời Trung cổ

Khái niệm Bảy Đại dương thời Trung cổ có nguồn gốc từ Hy Lạp và La Mã. Trong văn học châu Âu thời Trung cổ, Bảy Đại dương ám chỉ đến những vùng biển sau:
- Biển Adriatic
- Địa Trung Hải, bao gồm cả những vùng biển rìa bên bờ lãnh hải của nó, đáng kể nhất có thể kể tới Biển Aegea.
- Biển Đen
- Biển Caspi
- Vịnh Ba Tư
- Biển Ả Rập (một phần của Ấn Độ Dương)
- Biển Đỏ, bao gồm cả vùng nước khép kín Biển Chết và Biển hồ Galilee

Bảy Đại dương trong thời Trung cổ cũng bao gồm:
- Đại Tây Dương
- Biển Aegea
- Ấn Độ Dương
- Biển Bắc

## Thời kì Phục Hưng
Trong suốt thời kì Phục hưng, một tiếu tượng học (iconography) mang tính tiêu chuẩn một cách vừa phải của bốn châu lục (và bốn con sông tương ứng) của thế giới đã được tạo ra.

## Trong cộng đồng người Ba Tư
Người Ba Tư sử dụng thuật ngữ "Bảy Đại dương" để nhắc tới các dòng suối tạo thành Sông Oxus.

## Trong cộng đồng tín đồ Talmud
Giáo sĩ và học giả thế kỷ XVII John Lightfoot đề cập đến một tập hợp rất khác nhau các vùng biển trong quyển Bình luận về Kinh Tân ước (Commentary on the New Testament). Một chương có tiêu đề Bảy Đại dương dựa theo những chuyên gia về Talmud, và bốn Dòng sông chảy quanh Trái Đất (The Seven Seas according to the Talmudists, and the four Rivers compassing the Land) bao gồm "Biển Lớn" ("Great Sea") (giờ là Địa Trung Hải), "Biển của Tiberias" (Biển hồ Galilee), "Biển của Sodom" (Biển Chết), "Hồ của Samocho" (có lẽ là hồ Hula - vùng nước (thường là) cạn kiệt nước, được gọi là Semechonitis bởi Josephus - và hồ Sumchi trong Talmud), và "Sibbichaean".

## Đông Ấn
Trong thời kì thực dân, đường vận chuyển chè của tàu viễn dương từ Trung Quốc tới Anh là tuyến đường thông thương trên biển dài nhất thế giới. Nó đưa thủy thủ vượt qua bảy vùng biển gần Đông Ấn Hà Lan: Biển Banda, Biển Celebes, Biển Flores, Biển Java, Biển Đông, Biển Sulu, và Biển Timor. Bảy Đại dương nhằm ám chỉ đến những vùng biển này, và nếu ai đó khởi thủy qua bảy đại dương, điều đó có nghĩa là anh ta đã đi thuyền tới, và quay trở lại từ phía bên kia của thế giới.

## Thời Cận đại
Sau khi người châu Âu tìm ra châu Mỹ, một vài người đã sử dụng thuật ngữ "Bảy Đại dương" để ám chỉ bảy vùng nước lớn trên thế giới: Thái Bình Dương, Đại Tây Dương, Ấn Độ Dương, Bắc Băng Dương, Địa Trung Hải, Biển Caribe, và Vịnh México.
Một đề án phân loại địa lý hiện đại coi bảy đại dương trên thế giới là: Bắc Thái Bình Dương, Nam Thái Bình Dương, Bắc Đại Tây Dương, Nam Đại Tây Dương, Ấn Độ Dương, Nam Đại Dương, và Bắc Băng Dương. Từ điển trực tuyến của Nhà xuất bản Đại học Oxford định nghĩa "bảy đại dương" là "tất cả đại dương trên thế giới (thông thường được liệt kê như Bắc Băng Dương, biển (của) Nam Cực, Bắc Thái Bình Dương, Nam Thái Bình Dương, Bắc Đại Tây Dương, Nam Đại Tây Dương, và Ấn Độ Dương)."

## Lewis Pugh
Năm 2014, vận động viên bơi bền người Anh Lewis Pugh tiến hành lần bơi quãng đường dài đầu tiên qua Bảy Đại dương. Lần bơi này của anh ở những địa điểm:
- Địa Trung Hải qua Monaco
- Biển Adriatic qua Croatia
- Biển Aegea qua Hy Lạp
- Biển Đen qua Thổ Nhĩ Kỳ
- Biển Đỏ qua Jordan
- Biển Ả Rập qua Oman
- Biển Bắc qua Vương quốc Anh